# Amphisternus alberti
Amphisternus alberti – gatunek chrząszcza z rodziny wygłodkowatych i podrodziny Lycoperdininae.
Gatunek opisany został w 2014 roku przez Wiolettę Tomaszewską.
Chrząszcz o krótko-owalnym, wypukłym ciele długości od 6,8 do 7,8 mm, ubarwionym matowo czarno z czerwonopomarańczowymi guzkami na nieco szerszych od nasady przedplecza pokrywach. Rzeźba niepunktowanego przedplecza lekko siateczkowata, z dwoma słabymi wypułościami. Na pokrywach barki pokryw silnie ukośne z plamkami, guzki na dysku żeberkowane, duże i wielokątne, dwie przedwierzchołkowe plamki podłużno-owalne. Tylnej pary skrzydeł brak. Samiec ma środkową część wewnętrznej krawędzi krótkiego edeagusa ząbkowaną.
Owad znany z tylko z filipińskiego Mindanao.